# تيبلين
تيبلين هي بلدة، في ألبانيا، تقع في Tepelenë municipality ‏ ، وهي عاصمتها، بلغ عدد سكانها 4,342 نسمة وذلك حسب إحصائيات سنة 2011، رمزها البريدي هو 6301.

## أعلام
- علي باشا الألباني
- رينالدو راما